# Maximilian Reiser
Maximilian Ferdinand Reiser (* 10. August 1948) ist ein deutscher Radiologe.

## Leben
Reiser studierte ab 1967 Medizin an der Ludwig-Maximilians-Universität München und wurde dort 1974 promoviert. Von 1976 bis 1986 war er am Institut für Röntgendiagnostik der TU München tätig, ab 1982 als Oberarzt. 1987 wurde er Professor an der Universität Münster. 1989 wechselte er als Ordinarius für Radiologie an die Rheinische Friedrich-Wilhelms-Universität Bonn, wo er zugleich Direktor der Radiologischen Universitätsklinik wurde.
Er war von 1993 bis 2017 Direktor des Instituts für Klinische Radiologie am Klinikum der Universität München. Von 2008 bis 2015 war er auch Dekan der Medizinischen Fakultät der Universität München. Sein Nachfolger war Reinhard Hickel.
Er war Präsident der Deutschen Röntgengesellschaft (2005–2007), des European Congress of Radiology (2008) und der European Society of Radiology (2010–2011).
Von 1992 bis 2005 war er Mitherausgeber und von 2005 bis 2013 federführender Herausgeber der Fachzeitschrift Der Radiologe. Von 2014 bis 2017 war er federführender Herausgeber der Fachzeitschrift European Radiology.

## Ehrungen
- 2002: Ehrendoktorwürde der veterinärmedizinischen Fakultät der Ludwig-Maximilians-Universität München
- 2004: Aufnahme in die Deutsche Akademie der Naturforscher Leopoldina[7]
- 2005: Fellow der International Society for Magnetic Resonance in Medicine (ISMRM)[8]
- 2008: Ehrenmitglied der Radiological Society of North America (RSNA)[9]
- 2008: Honorary Fellow des Royal College of Radiologists (FRCR)[10]
- 2009: Honorary Fellow des American College of Radiology (FACR)[11]
- 2013: Gold Medal der European Society of Radiology (ESR)[12]
- 2013: Verdienstkreuz am Bande der Bundesrepublik Deutschland
- 2019: Alexander Margulis Gold Medal[13]

## Werke (Auswahl)
- M. Reiser, P. Bartenstein, F. P. Kuhn, J. Debus, H. Holtermann (Hrsg.): Radiologie (= Duale Reihe). 3., vollst. überarb. und erw. Auflage. Thieme, Stuttgart 2011, ISBN 978-3-13-125323-1.
- M. F. Reiser, W. Semmler, H. Hricak (Hrsg.): Magnetic Resonance Tomography. 1. Auflage. Springer, Berlin / Heidelberg 2008, ISBN 978-3-540-29354-5, doi:10.1007/978-3-540-29355-2.
- M. Reiser, A. Baur-Melnyk, C. Glaser (Hrsg.): Bewegungsapparat (= Pareto-Reihe Radiologie). 1. Auflage. Thieme, Stuttgart / New York 2007, ISBN 978-3-13-137131-7.
- M. Reiser, W. Semmler (Hrsg.): Magnetresonanztomographie. 3., vollst. überarb. und aktualisierte Auflage. Springer, Berlin / Heidelberg / New York 2002, ISBN 3-540-66668-0.
- G. van Kaick: Ein bayerischer Radiologe … In: Der Radiologe. Band 48, 2008, S. 716–717, doi:10.1007/s00117-008-1714-x.